# 中田有
中田 有（なかた ゆう、1974年〈昭和49年〉7月26日 - ）は、日本の実業家。株式会社キーエンス代表取締役社長。兵庫県出身。

## 経歴
関西学院大学法学部を卒業後、1997年にキーエンスに入社。営業部門で経験を積んだ後、2018年にセンサ事業部部長に就任。2019年に代表取締役社長に就任。

## 略歴
- 1997年（平成9年）3月 - 関西学院大学法学部卒業[2]。
- 1997年（平成9年）4月 - 株式会社キーエンス入社[3]。
- 2018年（平成30年）6月 - 株式会社キーエンス センサ事業部部長[3]。
- 2018年（平成30年）12月 - 株式会社キーエンス センサ事業部部長兼事業推進部部長[3]。
- 2019年（令和元年）6月 - 株式会社キーエンス取締役 センサ事業部部長兼事業推進部部長[3]。
- 2019年（令和元年）12月 - 株式会社キーエンス代表取締役社長[4]。

## 現職
- 株式会社キーエンス代表取締役社長[5]
- 公益財団法人キーエンス財団評議員会議長[6]